# Laganja Estranja
Jay Evan Jackson, conegut professionalment com a Laganja Estranja (nascut el 28 de desembre de 1988) és una coreògrafa i drag queen nord-americana que viu a Los Angeles. Laganja va competir en la sisena temporada de RuPaul's Drag Race, acabant en vuitè lloc. Va sortir de l'armari com a transgènere el 2021.

## Primers anys de vida
Jackson va néixer a Nancy Lynn Ferrin Jackson i David Michael Jackson, es va criar a Dallas, Texas, i va assistir a la Booker T. Washington High School for the Performing and Visual Arts. Va obtenir un BFA en dansa per l'Institut de les Arts de Califòrnia.

## Carrera
El debut drag de Laganja Estranja va ser a Micky's West Hollywood el 7 de novembre de 2011. Després de guanyar el Concurs d'Aficionats, Laganja va esdevenir una "Showgirl" oficial amb un concert mensual a Micky's. Laganja va guanyar "Queen of Queens" al 340 Nightclub de Pomona, CA i "Best Newcomer" a West Hollywood.
L'abril de 2013, Laganja Estranja va fer una audició per a RuPaul's Drag Race. Va ser acceptada al programa i es va rodar l'estiu del 2013. El 2014, la sisena temporada de la competició de realitat orientada a drag RuPaul's Drag Race es va emetre a LogoTV. Laganja va actuar moderadament bé al programa, guanyant un repte juntament amb la subcampiona, Adore Delano. Laganja va ser eliminada en el vuitè episodi de la temporada, col·locant-la en una petita categoria de concursants de la història del programa que van ser eliminades la setmana després de guanyar un repte. Al començament de l'espectacle, Laganja va rebre molta atenció a les xarxes socials per la seva entrada. Durant l'espectacle, Laganja es va fer famós pels seus dramàtics exagerats, eslògans i ruptures emocionals. La guanyadora eventual Bianca Del Rio va acreditar a Laganja com l'arrel de totes les citacions memorables de la temporada següent de RuPaul's Drag Race. Els gestos de Laganja han estat parodiats des de llavors per altres drag queens, inclòs Alaska Thunderfuck.
Laganja Estranja és la filla de drag d'Alyssa Edwards, i la germana d'arrossegament de Shangela i Plastique Tiara, totes elles van competir a RuPaul's Drag Race. Sota el sobrenom de Haus of Edwards, han fet gires internacionals i han actuat junts en múltiples ocasions, sobretot a l'escalfament previ a l'espectacle per a l'episodi final de la setena temporada de RuPaul's Drag Race. Actualment, Laganja acull el seu propi programa web a la plataforma centrada en l'arrossegament World of Wonder, la mateixa productora que hi ha darrere de RuPaul's Drag Race, RuPaul's DragCon LA i RuPaul's DragCon NYC.
Laganja va aparèixer com a Lip-Sync Assassin al tercer episodi de la RuPaul's Drag Race All Stars Season 6, guanyant la sincronització de llavis contra la seva companya concursant de la temporada 6, Trinity K. Bonet. Va ser una intèrpret destacada durant l'actuació de Jennifer Lopez als iHeartRadio Music Awards 2022.

## Vida personal
Laganja es va pronunciar contra Donald Trump mentre aquest últim es presentava a la presidència dels Estats Units. El 2021, va sortir com una dona transgènere.

## Filmografia

### Pel·lícula
| Curs | Títol                         | Rol          |
| ---- | ----------------------------- | ------------ |
| 2021 | The Bitch Who Stole Christmas | Ella mateixa |

### Sèrie web
| Curs | Títol                 | Rol          | Notes      |
| ---- | --------------------- | ------------ | ---------- |
| 2014 | Be$tie$ for Ca$h      | Ella mateixa | Convidada  |
| 2018 | Wait, What?           | Ella mateixa | Convidada  |
| 2018 | Puff Puff Sessions    | Ella mateixa | Amfitriona |
| 2019 | The Pit Stop          | Ella mateixa | Convidada  |
| 2020 | Working Out Is a Drag | Ella mateixa | Convidada  |
| 2020 | Bootleg Opinions      | Ella mateixa | Convidada  |
| 2021 | Binge Queens          | Ella mateixa | Convidada  |
| 2021 | Out of the Closet     | Ella mateixa | Convidada  |